# Kongres Narodowy (Boliwia)

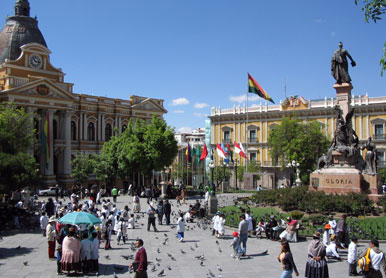
Budynek boliwijskiego parlamentu

Kongres Narodowy jest to bikameralny, boliwijski parlament który ma swoją siedzibę w stolicy kraju La Paz.
Parlament składa się z dwóch izb którymi są: Izba Deputowanych (niższa izba) oraz Izba Senatorów (wyższa izba).
Senat składa się z 36 członków którzy są wybierani w głosowaniu powszechnym, bezpośrednim i tajnym, według metody proporcjonalnej. Kompetencje Wielonarodowego Zgromadzenia Ustawodawczego można podzielić na ustawodawcze, kreacyjne i kontrolne.
Zgromadzenie Narodowe składa się ze 130 członków. 68 członków jest wybieranych w okręgach jednomandatowych natomiast pozostałych 62 jest wybieranych na zasadzie proporcjonalnej większości. Kadencja zarówno senatora jak posła traw pięć lat. Kandydat chcący się ubiegać o fotel w Izbie Deputowanych musi mieć co najmniej 25 lat.